# Trzin
Trzin là một khu tự quản (tiếng Slovenia: občine, số ít – občina) trong vùng Osrednjeslovenska của Slovenia. Trzin có diện tích 8.6 km2, dân số là theo điều tra ngày 31 tháng 3 năm 2002 là 3385 người. Thủ phủ khu tự quản Trzin đóng tại Trzin.